# M84 (天体)
座標:  12h 25m 03.74333s, +12° 53′ 13.1393″
M84（NGC 4374）はおとめ座にあるレンズ状銀河である。

## 概要
口径5cmの望遠鏡で実に微かに見えたとする報告があるが一般には難しい。口径10cmの望遠鏡では隣のM86とともに見える。いずれも楕円に見えるが、M86の方がより楕円に見える。またM84の方が明るく小さく見える。口径20cmでは存在がはっきりと分かり、2つの銀河の他にNGC4388、NGC4435、NGC4438などの暗い銀河も見え始める。口径30cmではさらにNGC 4402、NGC 4387、NGC 4388などの銀河が見えてくる。このようにM84とM86の周辺を大口径の望遠鏡で低倍率で眺めると、数多くの銀河が集中していることが分かる。この領域からNGC 4435、NGC 4438、NGC 4461、NGC 4473、NGC 4477、NGC 4459、NGC 4474、M88までは銀河が一連の流れを作っているように見え、これはマルカリアンの鎖（マルカリアンの銀河鎖）とも呼ばれている。
M84の中心には小さなジェットが出ている。1997年ハッブル宇宙望遠鏡がこれを観察した。M84の中心には太陽の3億倍もの巨大ブラックホールがあるとされている。

## 観測史
1781年3月18日にシャルル・メシエによって発見された。メシエはこの夜、球状星団M92と8つの銀河を発見している。
メシエは「M84は星のない星雲で、中心部はかなり明るく、やや星雲状物質にとりかこまれている。明るさや外観はM59やM60に似ている」としている。ジョン・ハーシェルは1868年のカタログに「非常に明るく、かなり大きい。丸く中央は急に明るくなっている。どうやら分離できる」とした。ハインリヒ・ダレストは「中心部がよく輝く。円形。中心部が次第に明るくなっている。最小限直径3'。核は10～13等星に匹敵する。星団に密接して小さな青白い小星雲が南に後続する」と記している。